# Fading Beauty
Fading Beauty, pubblicato nel gennaio 2005 con la Fear Dark, è il terzo album della band death/doom/symphonic metal Morphia.

## Tracce
1. Meaning Of Forever I
2. Of Stars And Flowers
3. Meaning Of Forever II
4. Fading Beauty
5. Nothing More To See
6. Memories Never Die
7. What Once Was
8. Sound Of Violence
9. Meaning Of Forever III
10. Serenity

## Formazione

### Gruppo
- Jasper Pieterson - voce, basso
- Erik van Tulder - basso, voce
- Peter van Tulder - tastiere
- Roger Koedoot - chitarra
- Martin Koedoot - chitarra
- Ernst-Jan Lemmen - batteria
- Bert Bonestroo - ingegnere del suono, missaggio

### Altri musicisti
- Esther Wertwyn - violino